# Leighton Clarkson
Leighton Clarkson (Blackburn, 19 de octubre de 2001) es un futbolista británico que juega en la demarcación de centrocampista para el Aberdeen F. C. de la Scottish Premiership.

## Biografía
Tras formarse en las filas inferiores del Liverpool F. C., finalmente en 2019 ascendió al primer club, haciendo su debut el 17 de diciembre en un encuentro de la Copa de la Liga contra el Aston Villa F. C. tras sustituir a Isaac Christie-Davies en el minuto 77, produciéndose un resultado de 5-0 a favor del conjunto birminghense. En el año 2020 jugó un partido en la FA Cup y otro en la Liga de Campeones de la UEFA, y en agosto de 2021 fue cedido al Blackburn Rovers F. C. La temporada siguiente recaló en el Aberdeen F. C., donde marcó seis goles en 38 encuentros antes de quedarse tras acordar ambos clubes su traspaso.

## Clubes
| Club                            | País       | Año       | Partidos | Goles |
| ------------------------------- | ---------- | --------- | -------- | ----- |
| Liverpool F. C.                 | Inglaterra | 2019-2021 | 3        | 0     |
| Blackburn Rovers F. C. (cedido) | Inglaterra | 2021-2022 | 7        | 0     |
| Aberdeen F. C.                  | Escocia    | 2022-     | 132      | 17    |

## Palmarés

### Títulos nacionales
| Título          | Club           | País    | Año  |
| --------------- | -------------- | ------- | ---- |
| Copa de Escocia | Aberdeen F. C. | Escocia | 2025 |